# Jüdischer Friedhof (Montabaur)

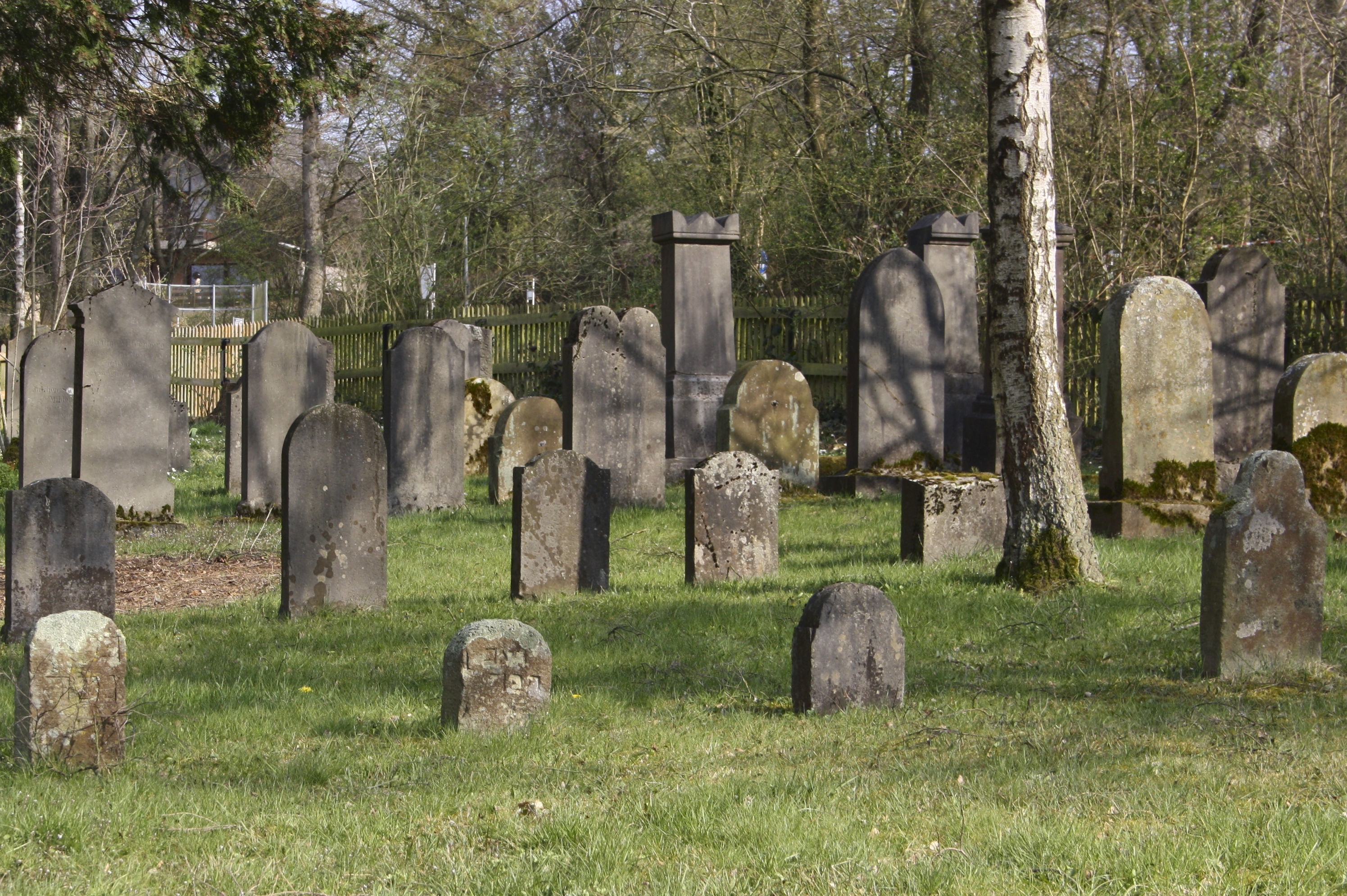
Jüdischer Friedhof Montabaur (2020)

Der Jüdische Friedhof Montabaur  ist ein Friedhof im Stadtteil Montabaur der Verbandsgemeinde Montabaur im Westerwaldkreis in Rheinland-Pfalz. 
Der jüdische Friedhof liegt südlich der Altstadt und südlich der Freizeitanlage Quendelberg an der Albertstraße. Er wurde 1991 unter Denkmalschutz gestellt.
Auf dem 2703 m² großen Friedhof, der vermutlich am Ende des 18. Jahrhunderts angelegt und bis zum Jahr 1939 belegt wurde, befinden sich 86 Grabsteine. Möglicherweise gab es auch im Laufe des Jahres 1939 und danach noch einzelne Beisetzungen. Die älteste noch lesbare Grabinschrift ist von 1796. In den Jahren 1943, 1953 und 1983 wurde der Friedhof geschändet. Dabei wurden wohl Grabsteine zerstört.